# Crossover classique
Pour les articles homonymes, voir Crossover et Crossover (musique).
Le crossover classique, ou pop opératique, est un genre musical qui mêle et combine des éléments de style classique (chant lyrique, l'opéra et la musique savante) avec la musique populaire (pop, rock, la musique de variétés et les musiques latinos).

## Histoire
Selon les critiques musicaux, les chansons de pop opératique se popularisaient avec la montée des musiciens Tin Pan Alley au début des années 1900. Les migrants italiens aux États-Unis populariseront des chanteurs tels qu'Enrico Caruso et inspireront la création de « chansons nouvelles » utilisant la langue italienne.
Le terme « crossover classique » est inventé par les maisons de disques dans les années 1980. Défini comme un genre, il a gagné en popularité depuis les années 1990 et a acquis sa propre liste de Billboard.
Le duo Freddie Mercury et Montserrat Caballé, qui produit le titre Barcelona en 1987 devenu la chanson officielle des jeux olympiques d'été de 1992, donne un boost de popularité au crossover classique,.
Plusieurs groupes sont créés dès les années 2000 dans le but d'enrichir l'offre crossover classique. Le groupe féminin britannico-australien Bond est créé en 2000, le groupe américain Il Divo en 2003 (son premier album se vend en 5 millions d'exemplaires en 3 ans), le groupe canadien The Tenors  en 2004. De 1999 à 2011, les Grammy Awards consacrent une récompense aux artistes du répertoire crossover classique, le Grammy Award for Best Classical Crossover Album (en).
En 2017, le groupe Clean Bandit sort le titre de crossover classique Symphony qui connait un succès retentissant. En mars de la même année, l'Opéra de Montréal produit Another Brick in the Wall, œuvre crossover classique reprenant les 26 titres de The Wall, et développée par le bassiste des Pink Floyd Roger Waters. En Chine, le pianiste Lang Lang s'affirme comme la première superstar du genre classique crossover sur son territoire.

## Répertoire musical
Les chansons sont souvent utilisées dans le répertoire opératique « pour créer un point satirique et topique. » Popularisés par le vaudeville américain, des exemples de comédies musicales et de jazz incluent That Opera Rag d'Irving Berlin, My Cousin Caruso de Billy Murray et les riffs de Louis Armstrong sur Rigoletto et Pagliacci. Des artistes représentatifs du genre incluent notamment Andrea Bocelli, Romina Arena et Nikolaï Baskov.
Selon Elspeth Hanson du groupe Bond, le crossover classique «c'est pour ceux qui n'achètent pas nécessairement le Quatre saisons interprété par la English Chamber Orchestra, c'est plus facile à écouter».
Selon le compositeur américain John Harbison, le crossover classique n'est pas une nouveauté, mais le public, aujourd'hui familiarisé avec les différents genres musicaux, comprend et apprécie la "cross-polinisation" des genres.